# Waukee
Waukee är en stad (city) i Dallas County, i delstaten Iowa, USA. Enligt United States Census Bureau har staden en folkmängd på 14 484 invånare (2011) och en landarea på 33,6 km².